# Cartago (tỉnh)

Bản đồ Costa Rica với vị trí của tỉnh

Cartago là một tỉnh của Costa Rica. Tỉnh này nằm ở trung bộ quốc gia này. Các tỉnh giáp ranh là: Limón về phía đông và San José về phía tây. Tỉnh lỵ là Cartago nguyên là thủ đô của Costa Rica. Tỉnh có diện tích 3.124,61 km² (1) và dân số 461.163 người (2). Về mặt hành chính, tỉnh được chia thành 8 tổng. Tỉnh này được kết nối với San Jose băng một tuyến xa lộ 4 làn xe.
| Tên       | Thủ phủ    | Diện tích (km²) | Luật thành lập                    |
| --------- | ---------- | --------------- | --------------------------------- |
| Cartago   | Cartago    | 287,77          | Luật 36 ngày 7 tháng 12 năm 1848  |
| Paraíso   | Paraíso    | 411,91          | Luật 36 ngày 7 tháng 12 năm 1848  |
| La Unión  | Tres Ríos  | 44,83           | Luật 36 ngày 7 tháng 12 năm 1848  |
| Jiménez   | Juan Viñas | 286,43          | Luật 84 ngày 19 tháng 8 năm 1903  |
| Turrialba | Turrialba  | 1.642,67        | Luật 84 ngày 19 tháng 8 năm 1903  |
| Alvarado  | Pacayas    | 81,06           | Luật 28 ngày 9 tháng 7 năm 1908   |
| Oreamuno  | San Rafael | 202,31          | Luật 68 ngày 17 tháng 8 năm 1914  |
| El Guarco | Tejar      | 167,69          | Luật 195 ngày 26 tháng 7 năm 1939 |